# ベリー・ベリー・ミニー!
『ベリー・ベリー・ミニー!』(Very Very Minnie!)とは、2020年1月10日から東京ディズニーランドで開催されたミニーマウスが主役のスペシャルイベント。当初は3月19日までの開催予定であったが、2月29日から新型コロナウイルス感染拡大防止のために東京ディズニーランドが臨時休園し、休園期間中に迎える終了日を変更しないこととしたため、実質的には2月28日が終了日となった。

## 概要
東京ディズニーランドでは、2020年4月15日にキャラクターグリーティング施設「ミニーのスタイルスタジオ」がオープンする。そのオープンを記念して”本年度限定”のミニーマウスが主役である本イベントの開催が決定した。

## エンターテインメント

### イッツ・ベリー・ミニー！
ミニーマウスをはじめとするディズニーの仲間たちが繰り広げるレビューショー。ラテンスタイルに始まりロマンスやクラブなどのシーンに合わせて、これまでパークで行われてきたエンターテイメントの音楽やコスチュームとともに、さまざまなスタイルを披露する。約25分のショー内でミニーマウスは、10着の衣装を着用する。
前述の通り、新型コロナウイルスによる影響で2020年2月28日に繰り上げて終了したが、3月21日にフジテレビ系列にて放送した『緊急生放送! FNS音楽特別番組 春は必ず来る』にて、ショーの一部を事前収録の上で披露した。
公演情報
- 公演場所：ショーベース
- 公演時間：約25分
- 実施回数：1日4回～5回
- 出演者数：約25人

出演キャラクター
- ミニーマウス
- ミッキーマウス
- ドナルドダック
- デイジーダック
- グーフィー
- マックス
- チップ
- デール
- クラリス

### ベリー・ミニー・リミックス
ミニーマウスの魅力がつまったミニパレード。新しいコスチュームやテーマソングでスタートしたパレードは、途中6か所で停止し、これまでパークで行われてきた数々のエンターテイメントの要素を織り交ぜながら、ゲストと一体となって懐かしくも新しい世界が繰り広げられる。このパレードは、停止した際に披露される公演内容が、見る日と鑑賞場所によって異なる。日によって異なる3つのパターンに加え、停止した際に披露される音楽やダンスの公演内容も2種類存在する。パレードは、ファンタジーランドをスタートし、ファンタジーランド／ウエスタンランドで3か所、プラザで3か所停止する。
| パターン | 停止位置Aにおける 公演内容                               | 停止位置Aにおける 公演内容             | 停止位置Bにおける公演内容 | 停止位置Bにおける公演内容            |
| -------- | -------------------------------------------------------- | -------------------------------------- | ------------------------- | ------------------------------------ |
| ①        | Dポップ・ マジック！                                     | スーパー ダンシン・マニア              | フィエスタ・ トロピカール | ボンファイアー ダンス                |
| ②        | ディズニー・ドリームス ・オン・パレード “ムービン・オン” | ディズニー・ パーティー エクスプレス！ | ミニー・オー！ ミニー     | ミニーのトロピカル スプラッシュ      |
| ③        | ミッキーの アドベンチャーランド・ マルディグラ           | ブレイジング・ リズム                  | フィール・ザ・ マジック   | ディズニー・ リズム・オブ・ ワールド |

公演情報
- 公演場所：パレードルート
- 公演時間：約40分
- 実施回数：1日1～2回
- 出演者数：約25人
- フロート台数：1台

出演キャラクター
- ミニーマウス
- ミッキーマウス
- プルート
- ドナルドダック
- グーフィー

### アトモスフィア・エンターテイメント
「東京ディズニーランド・バンド」が、期間限定の音楽などを楽しめるスペシャルバージョンになってワールドバザールやプラザテラスに登場する。

## デコレーション

### シンデレラ城前プラザ
「イッツ・ベリー・ミニー！」の新しいコスチュームを身にまとったミニーマウスを中心に、ミッキーマウス、ドナルドダック、グーフィーのフォトロケーションが設置される。ディズニースナップフォトも設置される。

### パレードルート上バナー
「イッツ・ベリー・ミニー！」や「ベリー・ミニー・リミックス」に登場する、これまでのショーやパレードをイメージしたデザインのバナーが設置され、プログラム期間中に2回（2月3日、3月2日）入れ替わる。また、このバナーに連動したポストカードセット3種類を3期に分けて発売される。

### ハンドウォッシングエリア
本イベント期間中は、ミニーシェイプの泡で手を洗うことができる。
- 提供：花王株式会社

## スペシャルグッズ
本イベントを彩るグッズが、約80種類販売される。「イッツ・ベリー・ミニー！」をモチーフとしたアート、ミニーマウスのコスチュームで印象的なドット柄をデザインした、グッズが発売される。これらのスペシャルグッズは、1月9日から先行販売された。

## スペシャルメニュー
ミニーマウスをイメージしたスペシャルメニューが約20種類登場する。「ヒューイ・デューイ・ルーイのグッドタイム・カフェ」では通常販売されている「ミッキーピザ」を、期間限定でミニーマウスをモチーフとしてアレンジ。さらに、ミニーマウスのコスチュームの特徴であるドット柄を表現したタピオカドリンクも販売される。また、「イーストサイド・カフェ」ではスペシャルセット、「ブルーバイユー・レストラン」ではスペシャルコースなどが用意された。これらのスペシャルメニューは、1月9日から先行販売された。

## 宿泊

### ディスニーホテル
東京ディズニーランドホテルとディズニーアンバサダーホテルでは、「ベリー・ベリー・ミニー！」と連動したグッズやメニューが用意される。東京ディズニーランドホテルでは、宿泊ゲストを対象に「ベリー・ベリー・ミニー！」デザインのホテルオリジナルグッズを販売。オリジナルグッズはブランケットとカードケース、写真を撮るときに使えるフォトプロップスカードの3つのアイテムがセットになっている。また、2つのホテルのレストランでは、プログラムの雰囲気を感じられるスペシャルメニューが提供される。さらに、対象のメニューを注文したゲストには、レストラン毎にデザインの異なるオリジナルカードがプレゼントされる。これらのスペシャルメニューは、1月6日から先行販売された。

### 東京ディズニーリゾート・バケーションパッケージ
「ベリー・ベリー・ミニー！」を楽しめる1泊2日のプランが用意された。初日には「ベリー・ミニー・リミックス」を、2日目には「イッツ・ベリー・ミニー！」を専用の鑑賞席から観賞できる。

## ディズニーリゾートライン
「ベリー・ベリー・ミニー！」と連動したデザインのフリーきっぷが各駅の自動券売機で販売される。

### 広報資料・プレスリリースなど一次資料
1. 1 2 3 4 5 6 7 8 9 10  “ミニーマウスが主役の今年度限定プログラム 東京ディズニーランド®「ベリー・ベリー・ミニー！」2020 年1 月10 日（金）～ 3 月19 日（木）”. www.olc.co.jp. 2020年2月22日閲覧。
2. ↑  “東京ディズニーランド / 東京ディズニーシー臨時休園のお知らせ” (PDF).   株式会社オリエンタルランド (2020年2月28日). 2020年3月11日閲覧。
3. ↑  “東京ディズニーランド / 東京ディズニーシー臨時休園の期間延長および今後のパーク運営について” (PDF).   株式会社オリエンタルランド (2020年3月11日). 2020年3月12日閲覧。
4. ↑  “東京ディズニーランド / 東京ディズニーシー 臨時休園の期間延長および今後のパーク運営について（2020年3月11日（水）18:00更新）”.   オリエンタルランド (2020年3月11日). 2020年3月12日閲覧。
5. 1 2  “東京ディズニーリゾート・オフィシャルウェブサイト”. www.tokyodisneyresort.jp. 2020年2月22日閲覧。
6. ↑  “東京ディズニーリゾート・オフィシャルウェブサイト”. reserve.tokyodisneyresort.jp. 2020年2月22日閲覧。